# François Narboni
 (juin 2023).
Si vous disposez d'ouvrages ou d'articles de référence ou si vous connaissez des sites web de qualité traitant du thème abordé ici, merci de compléter l'article en donnant les références utiles à sa vérifiabilité et en les liant à la section « Notes et références ».

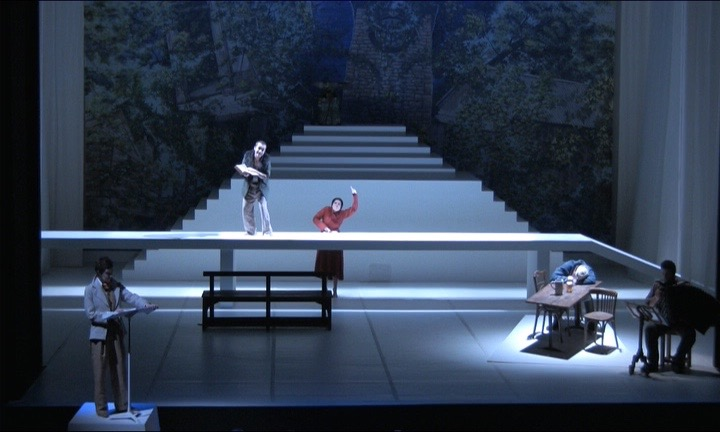
Au bois lacté, opéra

François Narboni est un compositeur et vibraphoniste français né à Paris le 26 juillet 1963.

## Biographie
Dans sa jeunesse, François Narboni se destine à devenir batteur de jazz. Il étudie auprès de Jean-Louis Méchali et Dante Agostini. Chez le premier, il découvre un jour un vibraphone et se met à pratiquer assidument les percussions-claviers. Afin de compléter sa formation, il étudie les percussions classiques dans un conservatoire.
Parallèlement à son expérience de joueur de jazz où il exerce à titre professionnel, il compose oni composant d’abord en mêlant écriture et improvisation. Après la  il découvre des œuvres des grands compositeurs modernes et contemporains (Debussy, Stravinsky, Varèse, Messiaen, Boulez, Stockhausen, Reich), il décide de se consacrer entièrement à la composition.
Il entreprend des études d’écriture musicale auprès d’Yvonne Desportes tout en composant nombres d’essais personnels qui mèneront à Pandémonium (1988) pour clavecin qu’il considère comme sa première œuvre aboutie. Celle-ci sera remarquée - en particulier par Karlheinz Stockhausen - et lui ouvrira les portes du Conservatoire de Paris (CNSMDP) où il étudie auprès de Betsy Jolas, Paul Méfano et Michaël Levinas. François Narboni évolue alors au cœur des problématiques de l’époque entre post-sérialisme et spectralisme[réf. nécessaire]. La pensée paramétrique de l’un, la conception du son de l’autre font écho à se propres préoccupations, même si sa musique ne peut être rattachée à aucun de ces deux courants. Il obtient un premier prix de composition et effectue ensuite le cursus de composition et d’informatique de l’IRCAM, à l’occasion duquel il écrit Heldenplatz (1998) pour contrebasse et électronique. C’est une autre œuvre avec contrebasse, Les Animals (1996) pour contrebasse principale, ensemble instrumental et cris d’animaux échantillonnés (1996), créée par l’ensemble Itinéraire, qui avait déjà attiré l’attention sur lui par son inventivité sonore et sa fantaisie débridée. Sa proximité avec l’Itinéraire donnera naissance à plusieurs œuvres : Le Plérôme des éons (1998) pour quintette, Neanderthal fandango (2001) pour flûte seule, Où vont les lunes (2008) pour flûte et ensemble.
François Narboni s’installe en Lorraine en 2000 pour enseigner la composition au conservatoire de Metz puis diriger le conservatoire de Thionville à partir de 2008. De nombreuses et fructueuses rencontres sont à l’origine de nouvelles œuvres. Ainsi, la compagnie Fatoumi-Lamoureux et le réalisateur Benjamin Silvestre avec qui il réalise des ballets filmés : Animal regard (2002),Entretemps (2004), La Madâ’a (2006) ; L’ensemble Stravinsky qu’il contribue à fonder : Etudes pour vibraphone (2001), Recitative (2003), L’Allante heure (2006) ; Les Percussions Claviers de Lyon où il est en résidence en 2010-12 : Parzi-fal (2011), Rigodon (2012) , Fidelity (2012) ; le Trio K/D/M : Variations Millet (2009), The Mosellan psycho (2010), Miroir, miroir (2012).
Sa collaboration avec le metteur en scène Antoine Juliens donnera naissance à plusieurs projets dont une Divine Comédie de douze heures au festival Colla Voce de Poitiers en 2003, l'oratorio Paul Claudel ou le drame de la conversion, à l’occasion du cinquantenaire de la mort de Claudel, à Notre-Dame de Paris en 2005 et l’Opéra Au Bois lacté, d’après la pièce radiophonique Under Milk Wood de Dylan Thomas, à l’Opéra-théâtre de Metz en 2008.

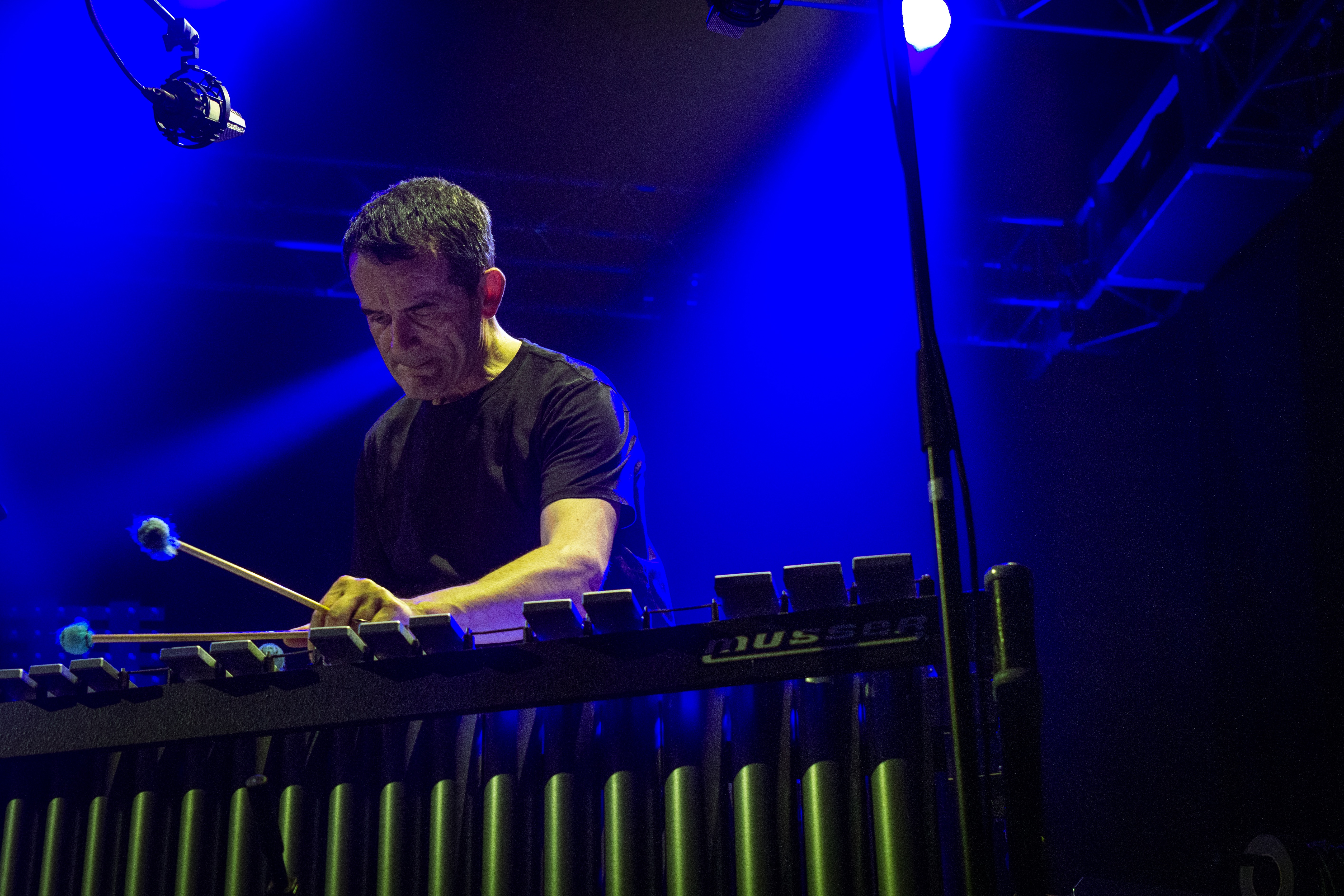
François Narboni, compositeur et vibraphoniste

En 2014, il écrit son premier ciné-concert avec Le Mécano de la « General », inspiré et prolongeant le film de Buster Keaton pour les 18 musiciens de l’ensemble ECO (European Contemporary Orchestra). Il crée la même année l’Ensemble François Narboni pour un projet intitulé Le Passage au musée de la Cour d'Or à Metz. Cet ensemble qu’il dirige et dans lequel il joue a vocation à se produire dans des lieux insolites (musées, sites archéologiques, usines désaffectées, salles de cinéma…) pour des projets interdisciplinaires avec différents médias (arts plastiques, vidéo, cinéma, danse, théâtre…) C’est avec cet ensemble qu’il crée en 2018 son nouveau ciné-concert, L’Inconnu de Tod Browning.
En 2019, il crée le spectacle On a volé le si bémol ! avec le Conservatoire de Thionville dont il est alors le directeur. Ce projet monumental de près de trois heures et faisant appel à plus de 350 participants permet à François Narboni de donner la pleine mesure de ses moyens comme compositeur, arrangeur, librettiste, metteur en scène et vidéaste.
Avec son fils, le saxophoniste Lucas Narboni, il crée la même année le groupe de jazz fusion ExTENSIONS dans lequel il joue du vibraphone et du Malletkat. Ce retour vers le jazz s'inscrit dans la continuité de son travail de compositeur.
Les œuvres de François Narboni font l’objet de commandes de nombreuses institutions : Ministère de la Culture, Radio France, Ircam… En plus des ensembles précédents, elles sont jouées en France et à l’étranger par les principaux ensembles et orchestres : 2E2M, Accroche-Note, Court-circuit, Diotima, ECO, Fa, Forum, Hop trio, Ictus, Intercontemporain, Los Angeles Contemporary Music Ensemble, Lucillin, Pyxis, Soli-Tutti, Singapore Youth Choir, Stravinsky, Symblêma, Taipei chamber singers, Télémaque, Zelig, Devlet Senfoni Orkestrasi (Istanbul), Orchestre Colonne, orchestres symphoniques/philharmoniques de Lorraine, Lyon, Radio-France, Toulon, Turin…

## Distinctions
François Narboni est titulaire de plusieurs prix internationaux, boursier de la Casa Velázquez à Madrid (1998), lauréat de la Villa Médicis hors-les-murs à New York (1999), mention de l’Académie des Beaux-Arts (2000), lauréat de la fondation Beaumarchais (2006), prix « Claude Arrieu » de la Sacem et « Nouveau talent musique » de la SACD (2008), Chevalier de l’ordre des arts et des lettres (2014).

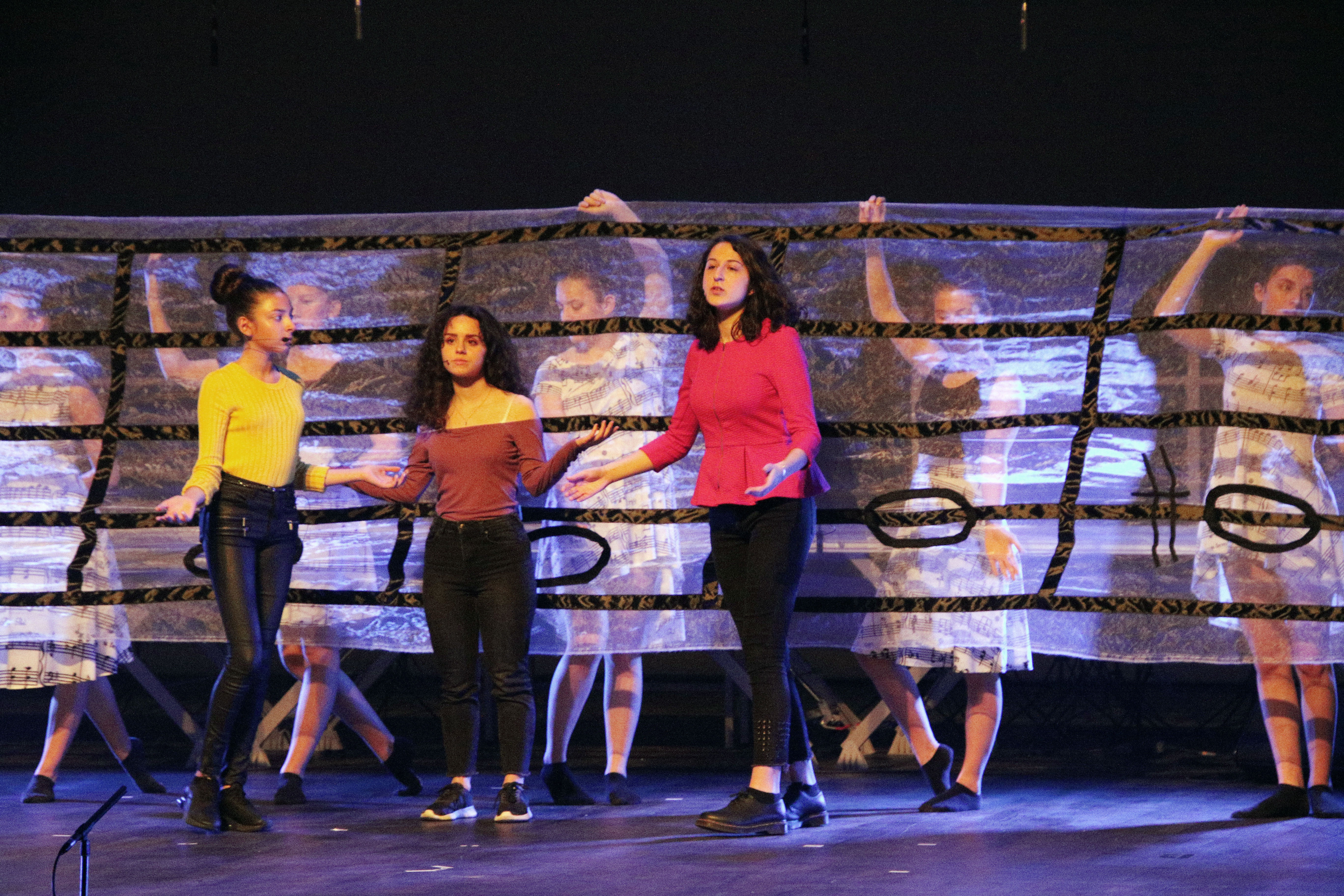
On a volé le si bémol !

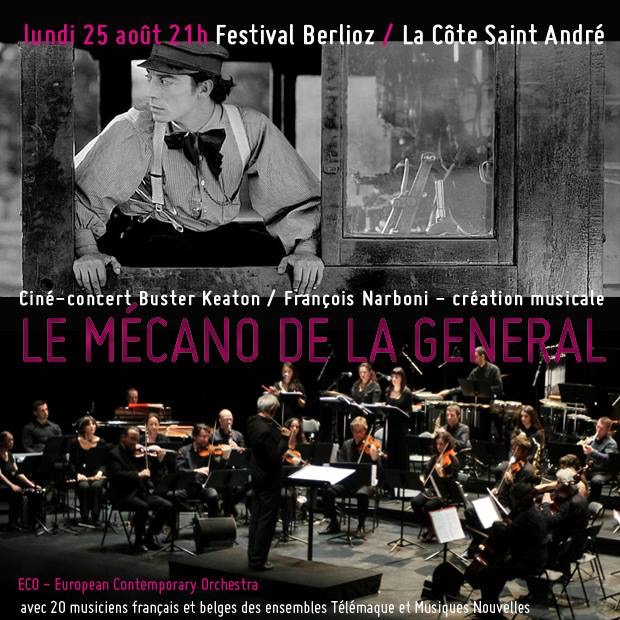
Le Mécano de la "General", ciné-concert